# Arrow 3
El misil Arrow 3 también llamado Hetz 3 (en hebreo:חץ 3) es un misil antibalístico hipersónico exoatmosférico, forma parte del programa Arrow, es financiado, desarrollado y producido conjuntamente por Israel y los Estados Unidos. Realizado por Israel Aerospace Industries (IAI) y Boeing, es supervisado por el Ministerio de Defensa de Israel y la Agencia de Defensa Antimisiles de los Estados Unidos. Proporciona interceptación exoatmosférica de misiles balísticos (durante la parte de vuelo espacial de su trayectoria), incluidos los misiles balísticos intercontinentales (ICBM) que llevan ojivas nucleares, químicas, biológicas o convencionales. Con la capacidad de desviar el motor, su vehículo interceptador puede cambiar de dirección drásticamente, lo que le permite girar para ver los satélites que se acercan. El misil puede tener un alcance de vuelo de hasta 2.400 kilómetros (1.500 millas). Según el presidente de la Agencia Espacial Israelí, el Arrow 3 puede servir como un arma antisatélite, lo que convertiría a Israel en uno de los pocos países del Mundo capaz de derribar satélites enemigos.